# Giuseppe Francica-Nava de Bontifè

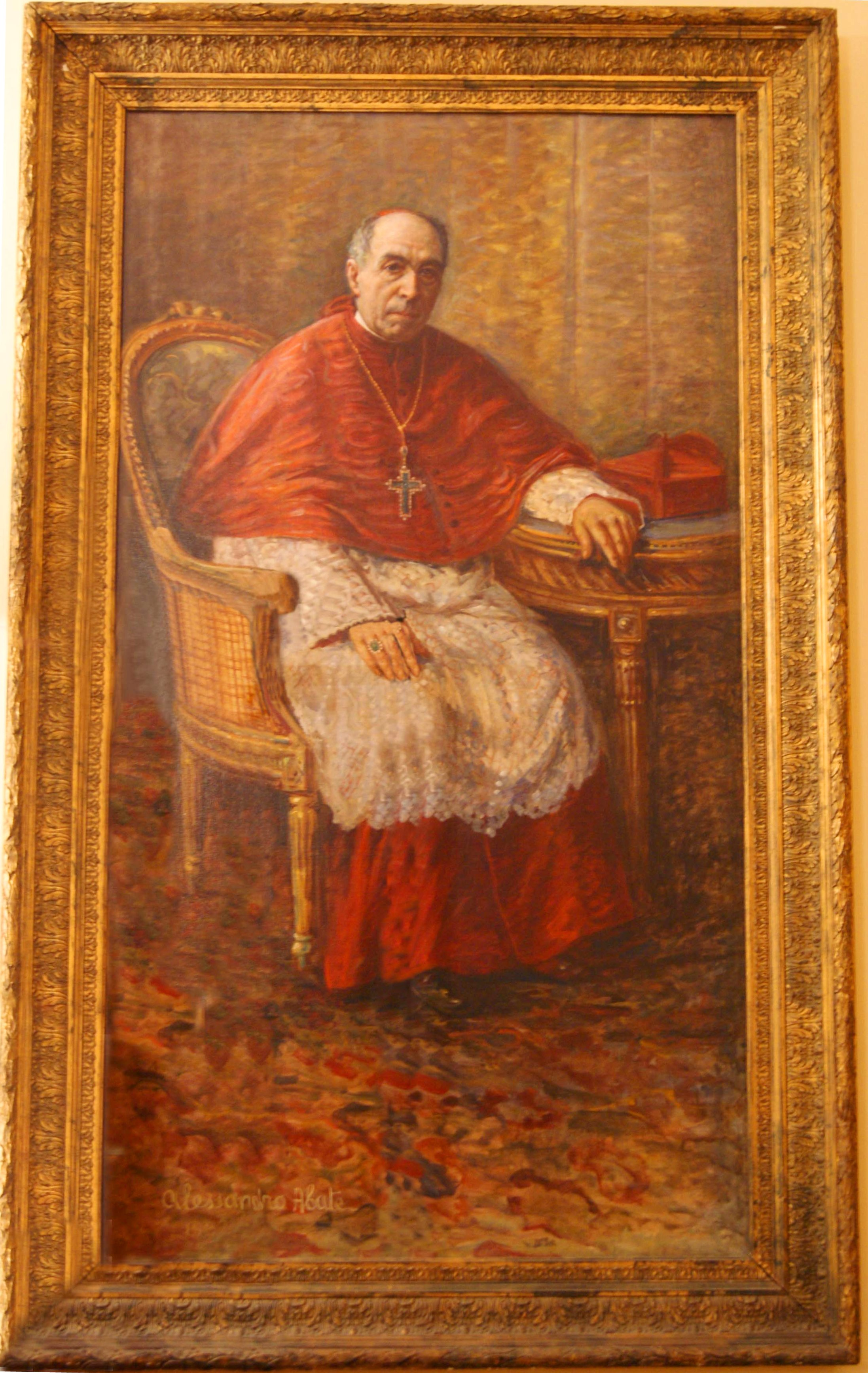
Giuseppe Kardinal Francica-Nava (nach 1898)

Giuseppe Kardinal Francica-Nava, Baron de Bontifè (* 23. Juli 1846 in Catania, Sizilien; † 7. Dezember 1928 ebenda) war ein italienischer Geistlicher, päpstlicher Diplomat und Erzbischof von Catania.

## Leben
Der Sohn einer Adelsfamilie empfing als Zwölfjähriger von seinem Onkel Giovanni Battista Guttadauro di Reburdone das Sakrament der Firmung. Danach setzte Francica-Nava seine Studien fort. 1869 empfing er von seinem Onkel die niederen Weihen und die Diakonenweihe. Er spendete dem Neffen am 22. Mai desselben Jahres auch das Sakrament der Priesterweihe. Francica-Nava war danach Theologieprofessor in Caltanissetta, wo er auch studiert hatte. 1879 wurde er Rektor des dortigen Seminars und erhielt von Papst Leo XIII. den Titel eines Päpstlichen Hausprälaten verliehen. Er legte besonderen Wert darauf, den Katechismus jüngeren Generationen nahezubringen.
Am 9. August 1883 wurde Giuseppe Francica-Nava Weihbischof im Bistum Caltanissetta. Die Bischofsweihe spendete ihm am 21. Oktober desselben Jahres sein Onkel Giovanni Battista Guttadauro, der inzwischen Bischof von Caltanissetta war. Mitkonsekratoren waren die Bischöfe Giovanni und Gaetano Blandini. Sechs Jahre später wurde er Apostolischer Nuntius in Belgien, ehe ihn der Papst im März 1895 zum Erzbischof seiner Heimatstadt ernannte. 1896 war er Nuntius in Spanien. Am 19. Juni 1899 nahm Leo XIII. ihn als Kardinalpriester der Titelkirche Santi Giovanni e Paolo ins Kardinalskollegium auf. Vier Jahre später, nach Leos Tod, nahm Kardinal Francica-Nava am Konklave des Jahres 1903 teil. Er nahm auch an den Konklaven von 1914 und 1922 teil. 1918 hielt er in Catania eine größere Synode ab, auf der 38 Dekrete verabschiedet wurden. 1924 wurde er als dienstältester Kardinalpriester Kardinalprotopriester.
Kardinal Giuseppe Francica-Nava starb sechs Jahre nach der Wahl Pius’ XI. mit 82 Jahren. Bei seiner Beerdigung waren viele Bischöfe Siziliens anwesend, unter ihnen sein Nachfolger Emilio Ferrais und Giovanni Jacono, der Bischof von Caltanissetta. Francica-Navas Grab befindet sich in der Kapelle St. Agatha im Dom von Catania.

## Positionen
Kardinal Francica-Nava war wie Papst Leo XIII. zwar liberal, was soziale Themen anging. Dennoch war er kein Befürworter der Demokratie. Besonderen Wert legte er auf den Katechismus des Thomas von Aquin. Er hielt 1905 auch einen Eucharistischen Kongress in seiner Bischofsstadt Catania ab.

## Auszeichnungen
- Großkreuz der Ehrenlegion (1876)
- Grand Croix Leopoldianne (1893)
- Gran Cruz de Carlos III (1894)